# Kálacsakra sztúpa
A tibeti buddhizmusban a Kálacsakra sztúpa egy olyan sztúpa, amely nem Buddha életének eseményeihez kapcsolódik, hanem a kálacsakra tantra szimbolizmusához, és azért építik, hogy védelmezzen a negatív energiáktól. Ez a legritkább sztúpafajta.

## Szimbolizmus
A kálacsakra sztúpa speciális szimbólumai egyaránt vonatkoznak a sztúpák jelképrendszerére és a buddhizmus világegyetemről alkotott elképzelésére, amelyet a kálacsakra tanítások fejtenek ki.
A sztúpák a tudat természetének tökéletességét fejezik ki. Jelképei a Buddha megvilágosodott állapotának a test, a beszéd és a tudat szintjén, a tíz bódhiszattva szintnek és a világegyetemnek. Minden univerzális elv harmóniáját és tökéletes mivoltát mutatják. A szútrákban nyolc különböző típusú sztúpáról írnak, valamennyi Buddha életének egy-egy fontos eseményéhez kapcsolódik. A kilencedik, a kálacsakra sztúpa Buddha legmagasabb szintű tanításai között található a nem-duális Mahá-Anuttarajóga tantrában, amit „időkerékként” vagy kálacsakraként is ismerünk.
A Kálacsakra tantra a külső, belső és az alternatív aspektusokra egyaránt vonatkozik. Külső szinten a kozmológiával, asztronómiával és asztrológiával, belső szinten az egyén belső energiarendszerével foglalkozik; a test és a tudat közötti kölcsönös kapcsolattal. Az alternatív aspektus a kálacsakra jidamon történő meditációs gyakorlat. A sztúpa hatalmas védelmezőerővel bír.

## Kálacsakra sztúpák a világon

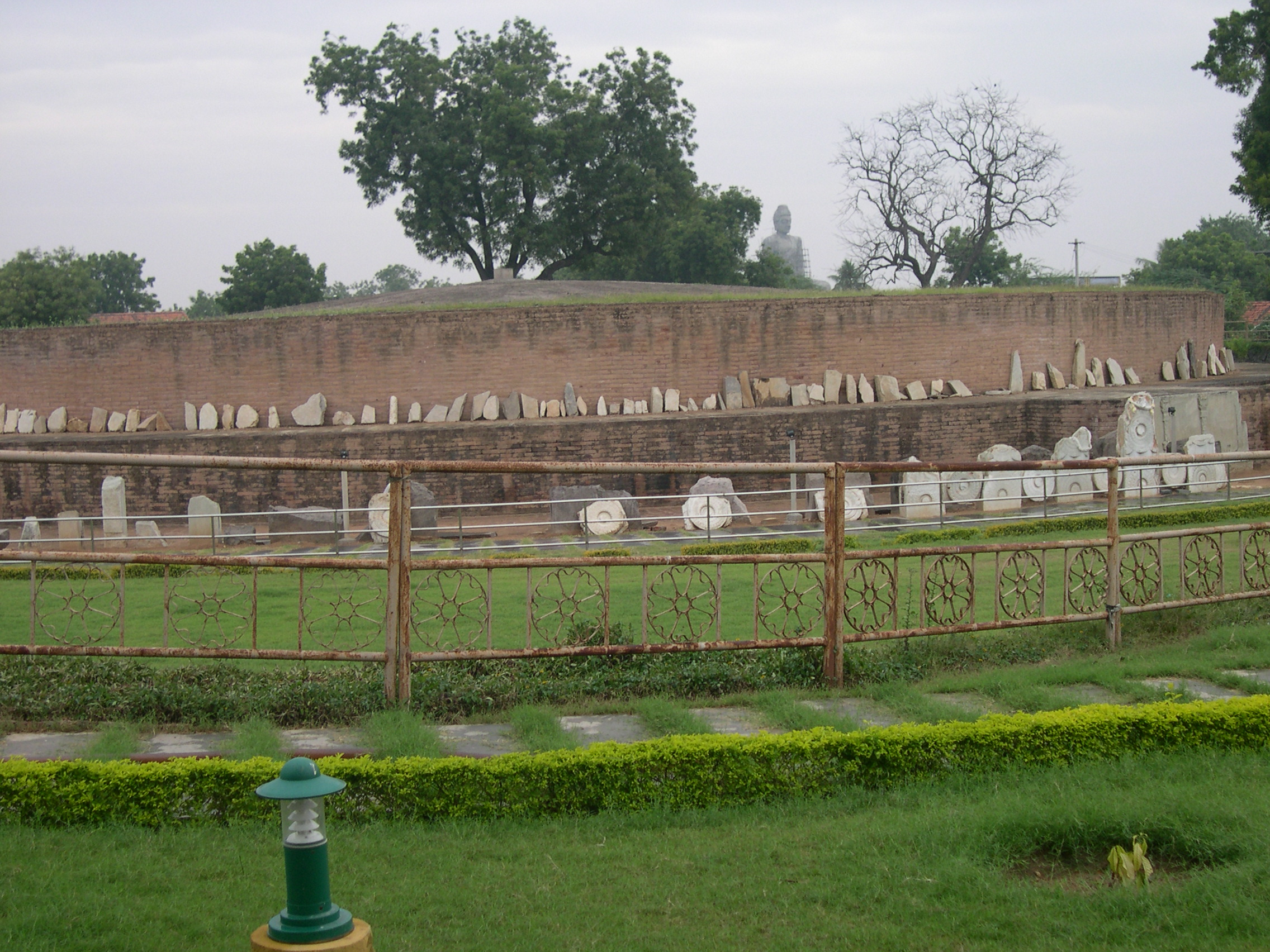
Az ősit Dhanyakataka sztúpa az indiai Ándhra Prades tartomány fővárosában (Amaravati).

Kálacsakra sztúpák időrendi sorrendben:

## Ősi Dhanyakataka sztúpa Amaravati, Guntur körzet, India
Valamennyi Kálacsakra sztúpa közül ez a legidősebb, és ez az a hely, ahol a vadzsrajána szóbeli átadás szerint először adta meg a történelmi Buddha a Kalacsakra tantrát. A sztúpa már nincs egyben, de egy közeli múzeumban megtalálható az eredeti Dhanyakataka sztúpa kicsinyített mása. A múzeum valódi sírkövet és márvány faragványokat is felvonultat az eredeti sztúpából. A vadzsrajána hagyomány forrásai szerint Buddha a Dhanyakatakánál tanította a dharmát, és válogatott tanítványainak bemutatta a Kálacsakra ceremóniát, ami visszavezet minket az i.e. 500-ban épült Amaravati sztúpához. Táranátha, a buddhista szerzetes ezt írta: „Csaitra havának teliholdján, egy évvel azután, hogy elérte a megvilágosodást, a nagy Dhanyakataka sztúpánál Buddha felépítette a Ragyogó Holdpalota (Kálacsakra) mandaláját.” A vadzsrajána tantrizmusban a Dhanyakataka (Amaravati) a Kálacsakra tantra kinyilvánítását illetően nagyon fontos helynek számít.

## Sztúpa a Bokar kolostorban, Mirik, India, 1988
A Bokar kolostorban 1988-ban épült Kálacsakra sztúpa. A kolostor egyaránt karma és shangpa kagyü. A sztúpa belsejében buddhák és boddhiszattvák ereklyéi, mantrák és szent tárgyak találhatók. Az egyes istenségek mandaláit a sztúpa különböző szintjein helyezték el.

## Sztúpa Kelet-Tibetben
A régi Tibet határának közelében áll egy sztúpa, amit azért építettek, hogy a kívülről érkező negatív energiáktól megvédjen. A dél-spanyolországi Kalacsakra sztúpa megépítésénél ez a sztúpa jelentette a fő inspirációt.

## Sztúpa Karma Guenban, Spanyolország, 1994
Ez a sztúpa Lopön Csecsu Rinpocse irányításával épült Dél-Spanyolországban, Málaga közelében, Vélez-Málaga mellett, 1994-ben. Ez volt az első olyan sztúpa, amiben Lopön Csecsu Rinpocse segített, és a többi nyugati sztúpa „anyasztúpájának” tekintette. A sztúpa a karma guen-i Gyémánt Út Buddhista Centrumban található, a projekt tervezője Woitek Kossowski volt. Építése július 18-tól szeptember 12-ig tartott. Tizenhárom méter magas, és 49 négyzetméteren terül el. Belsejében a jelen és a múlt buddháinak ereklyéi, valamint a teljes Kangyur és Tengyur (Buddha összes tanítása és kommentárjai) találhatók. Abban az időben, amikor épült, ez volt a harmadik ilyen sztúpa a világon. A sztúpára szemeket festettek, ez a nepáli szokás a híres katmandui Bodnath sztúpán is megfigyelhető.

## Sztúpa Dharamsalában, India
Ez a sztúpa Indiában, a dalai láma dharamsala-i otthonában található. Nem sokkal az osztrák garanasi sztúpa előtt épült.

## Sztúpa Garanasban, Ausztria, 2002
Ausztriában, a délnyugati Stíriában épült a Kálacsakra Kalapa Központ területén. Az előbb említett sztúpa pontos másolata ez. A sztúpát Geshe Tenzin Dhargye építtette 2000 decembere és 2002 októbere között. Ngawang Lodoe Tendzin Gyaco, 14. dalai láma dharamszalai kolostorából érkezett, hogy felügyelje az építkezést. Belsejében füstölők, szent iratok és egyéb, a mindennapokban használt értékes dolgok találhatók. Az ereklyéket a dalai láma, a tibeti buddhizmus öt vonalának tiszteletreméltó képviselői és más fontos mesterek szolgáltatták.

## Lásd még
- Kálacsakra
- sztúpa
- Serab Gyalcen rinpocse
- Dalai láma
- Tendzin Gyaco